# Pareutropius
Pareutropius é um género de peixe da família Schilbeidae.

## Espécies
Este género contém as seguintes espécies:
- Pareutropius buffei (Gras, 1961)
- Pareutropius debauwi (Boulenger, 1900)
- Pareutropius longifilis (Steindachner, 1914)
- Pareutropius mandevillei Poll, 1959